# Метрополитен Чэнду
Метрополитен Чэнду 成都地铁 Chéngdū dìtiě — система метро, функционирующая в китайском городе Чэнду. Состоит из 13 линий, первая линия была открыта 27 сентября 2010 года. Строительство линии было начато в декабре 2005 года, пробные поезда начали курсировать в марте 2010 года. Метро Чэнду открылось одновременно с шэньянским и стало 11-м по счёту в Китае и первым в западном Китае. Метрополитен управляется Chengdu Metro Limited Liability Company. На всех станциях установлены платформенные раздвижные двери.

## История

### Проектирование
В 1985 году проектное бюро Чэнду разработало генплан развития общественного транспорта города, включавший, помимо прочего, развитие и сети скоростного транспорта. К 1992 году план развития сети был направлен в китайскую Национальную комиссию по планированию, который был отвергнут. В 2004 году при поддержке Национальной комиссии по развитию и реформам в Чэнду началась реконструкция площади Тяньфу с расчётом на будущее строительство одноимённой станции метро (ныне пересадочный узел линий 1 и 2). План строительства первой очереди (линий 1 и 2) был утверждён комиссией 11 сентября 2005 года, строительство было успешно выполнено за 5 лет.

## Проезд
Стоимость проезда (в юанях CNY-RMB):
- 0—4км — 2
- 4—8км — 3
- 8—12км — 4
- 12—18км — 5
- 18—24км — 6
- 24—32км — 7
- 32—40км — 8
- 40—50км — 9
- более 50 — 10

## Описание сети

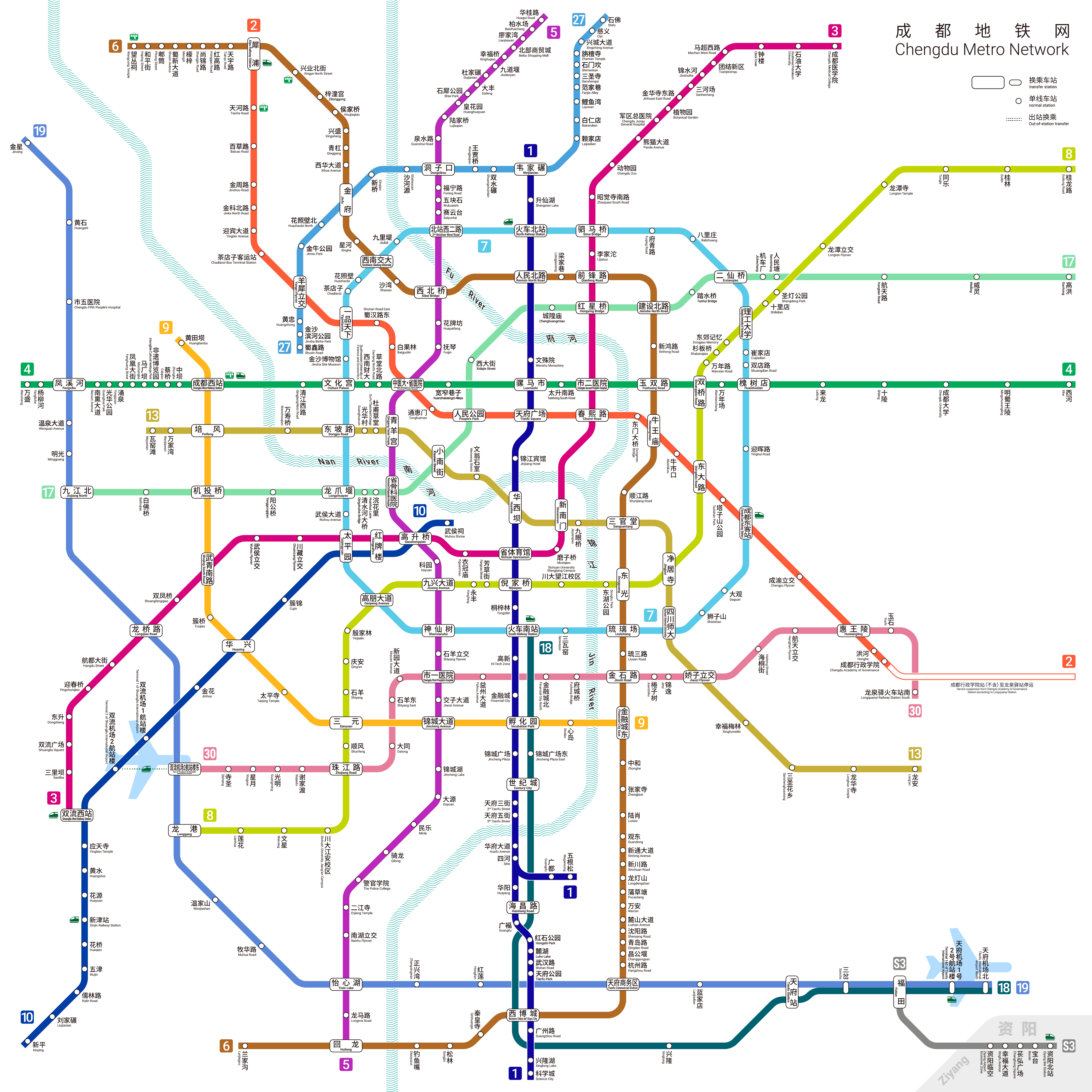
Схема метро

### Линия 1 (тёмно-синяя)
Первая линия проходит с севера на юг, от станции «Озеро святых бессмертных», через «Северный вокзал» (Хуашебэйчжан), центр города и «Южный вокзал» (Хуашенаньчжан), а далее к деловой части города на юге через станцию «Город столетия» до станции «Гуанду». Стоимость строительства первого участка достигла 7 миллиардов юаней. Длина линии — 23,9 км, всего 22 станции. К 2024 году длина линии составила 41 км, количество станций - 35.

### Линия 2 (оранжевая)
17 сентября 2012 года были открыты первые 20 станций второй линии с северо-запада на юго-восток, пересекающие первую линию на станции «Площадь Тяньфу». В 2012 году линию продлили на северо-запад ещё на шесть станций (около 9 км). На линии есть станция «Восточный вокзал» (Хуашедунчжан). В 2014 году линию продлили на запад ещё на 11 км (6 станций). Длина линии — 42,3 км (32 станции). 

### Линия 3 (малиновая)
Линия 3 открыта 31 июля 2016. Она идет с юго-запада на северо-восток. Длина линии — 20,3 км (17 станций). К 2024 году длина линии составила 50 км, количество станций - 37.

### Линия 4 (зелёная)
Четвёртая линия из 16 станций была открыта в декабре 2015 года. Она идёт с запада на восток. Сейчас длина линии — 43,1 км (30 станций).
2 июня 2017 года открыты новые участки четвертой линии -
от станции Парк нематериального культурного наследия на запад до станции Ваншэн (10,8 км, 8 станций) и от станции Ваньяньчан на восток до станции Сихэ (10,3 км, 6 станций). 

### Линия 5 (пурпурная)
Пятая линия была открыта в декабре 2019 года. Она идет с севера на юг. Длина линии — 49 км (41 станция). 

### Линия 6 (коричневая)
Шестая линия была открыта 18 декабря 2020 года в составе четырёх новых линий метрополитена.
Число станций — 54. Длина линии — 68,2 км. Все станции подземные.
Позже на действующих перегонах откроются ещё две станции; в настоящее время поезда проезжают их без остановки. 

### Линия 7 (голубая)
Шаблон:Маршрутная карта
Седьмая линия из 31 станции была открыта в декабре 2017 года. Она является кольцевой, имеет пересадки на все диаметральные линии и соединяет три вокзала города (кроме Западного). Длина линии — 38,6 км. 

### Линия 8 (жёлто-зелёная)
Восьмая линия была открыта 18 декабря 2020 года в составе четырёх новых линий метрополитена.
Число станций — 25. Длина линии — 28,8 км. Все станции подземные. 

### Линия 9 (жёлто-оранжевая)
Девятая линия была открыта 18 декабря 2020 года в составе четырёх новых линий метрополитена.
Число станций — 13. Длина линии — 21,8 км. Все станции подземные. 

### Линия 10 (синяя)
Шаблон:Линия 10 (Чэнду)
Десятая линия из 6 станций была открыта в сентябре 2017 года. Она идёт на юго запад от станции Тайпинюань до аэропорта Шуанлю. В 2019 году линия состояла из 16 станций. Длина линии — 38 км. В декабре 2020 года открыт участок 19.7 км. 

### Линия 17 (бледно-зелёная)
Шаблон:Линия 17 (Чэнду)
Семнадцатая линия была открыта 18 декабря 2020 года в составе четырёх новых линий метрополитена.
Число станций — 9. Длина линии — 25,3 км. Семь станций подземных, две наземные.

### Линия 18 (бирюзовая)
Шаблон:Линия 18 (Чэнду)

### Линия 19 (светло-лиловая)
Шаблон:Линия 19 (Чэнду)

### Линия 27 (светло-голубая)
Шаблон:Линия 27 (Чэнду)

## Иллюстрации

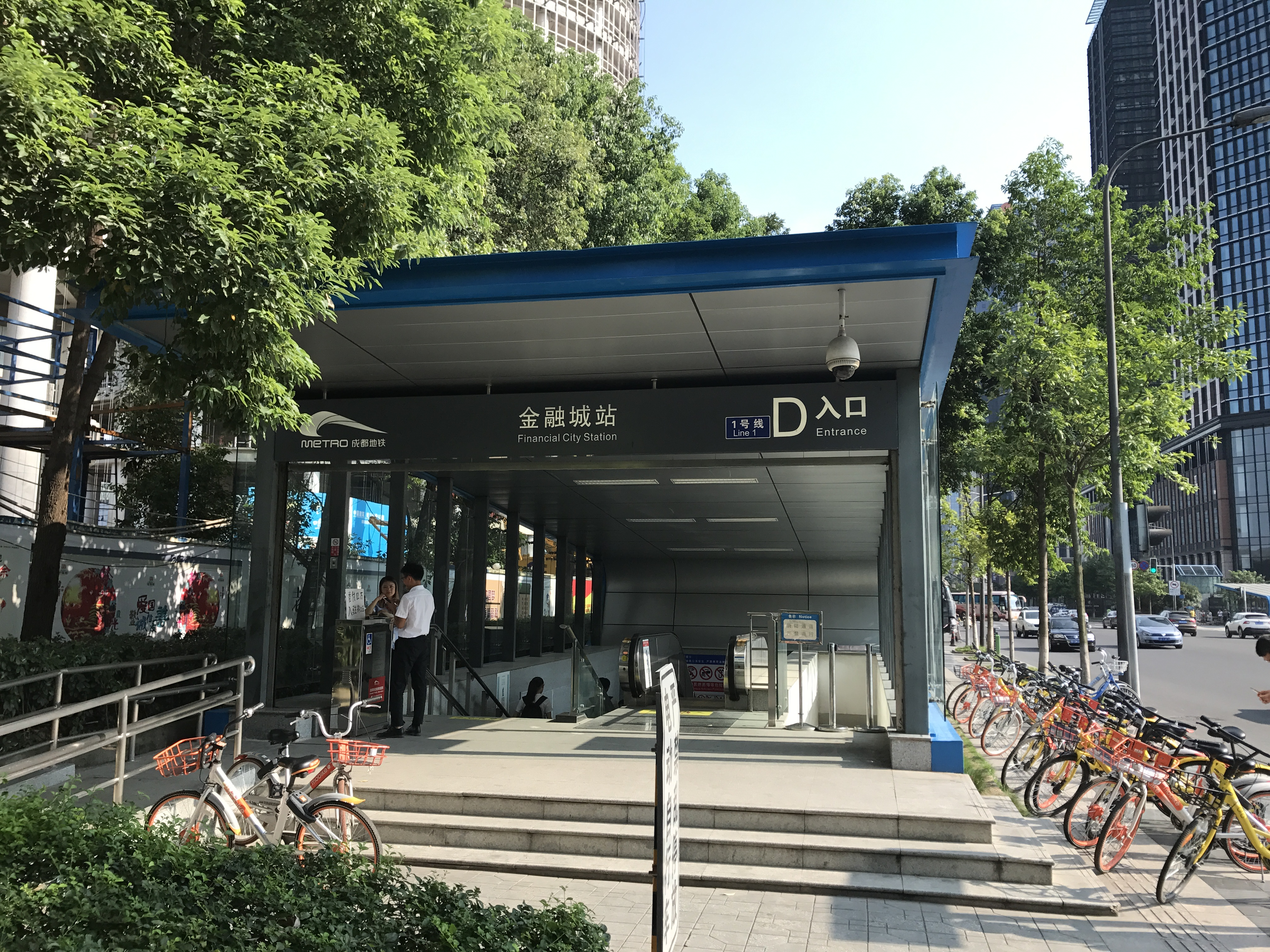
Вход на  станцию Financial City (1 линия)
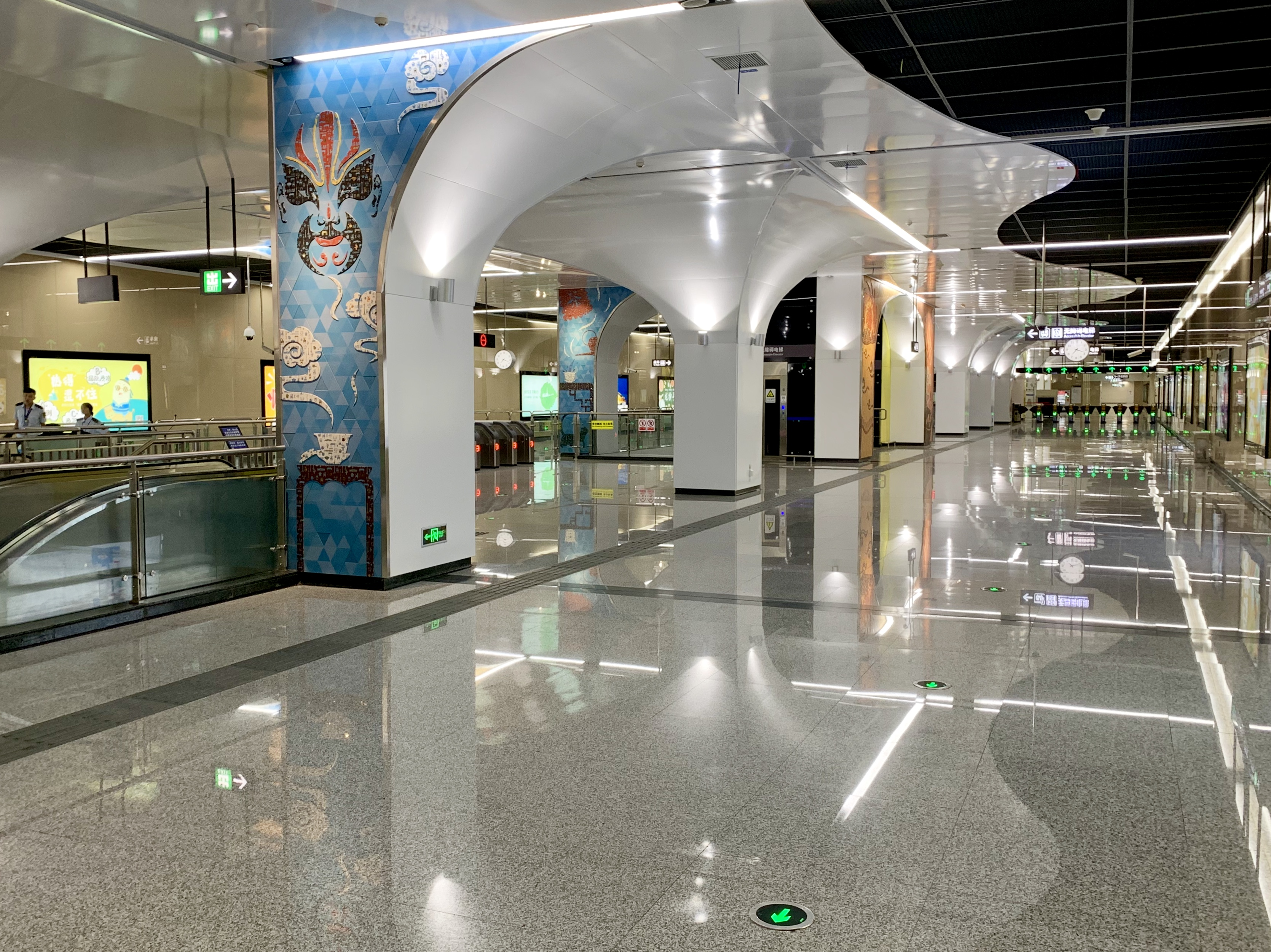
Станция Гуанчжоу Роуд (1 линия)
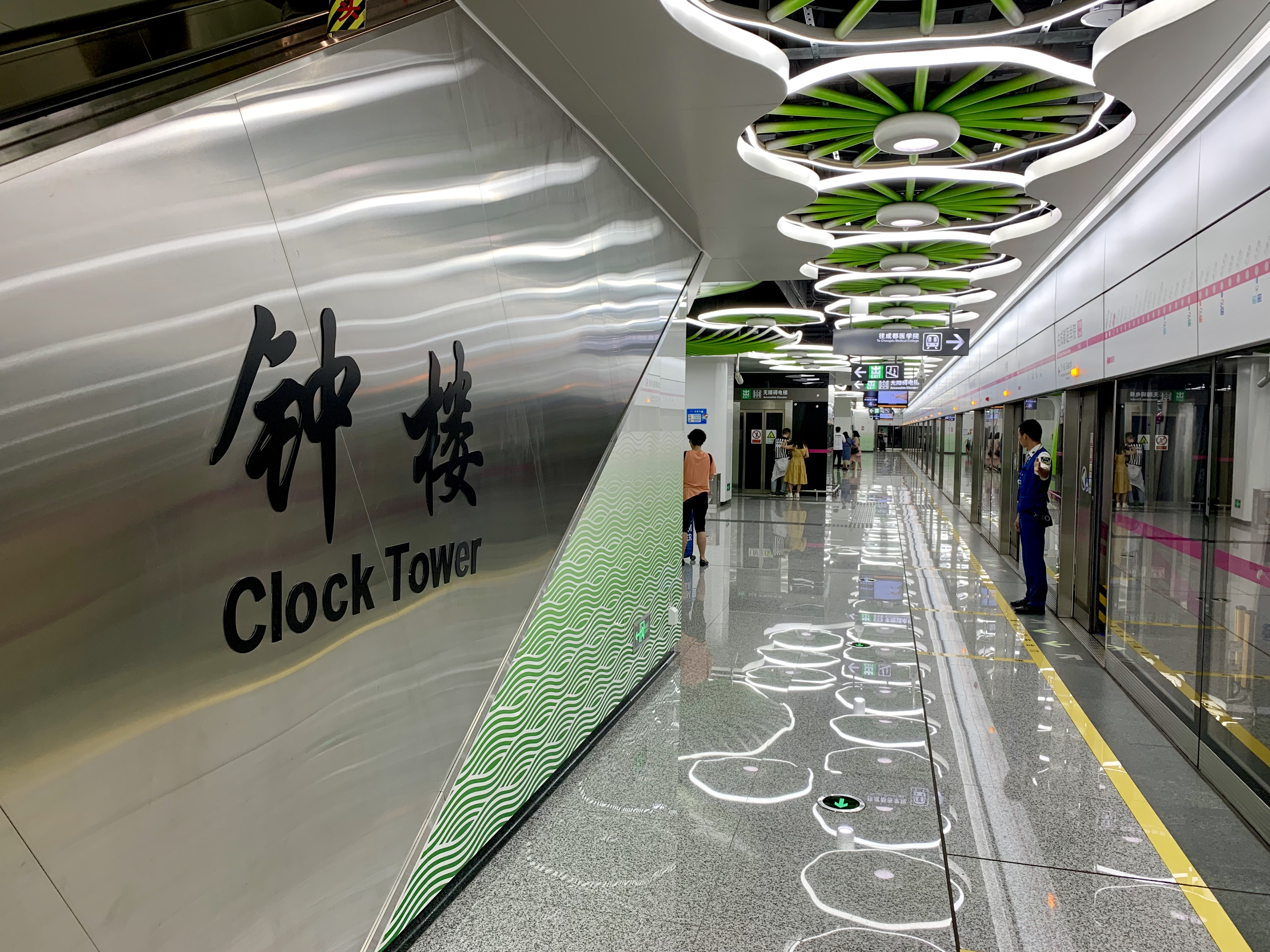
Станция Часовая башня (3 линия)
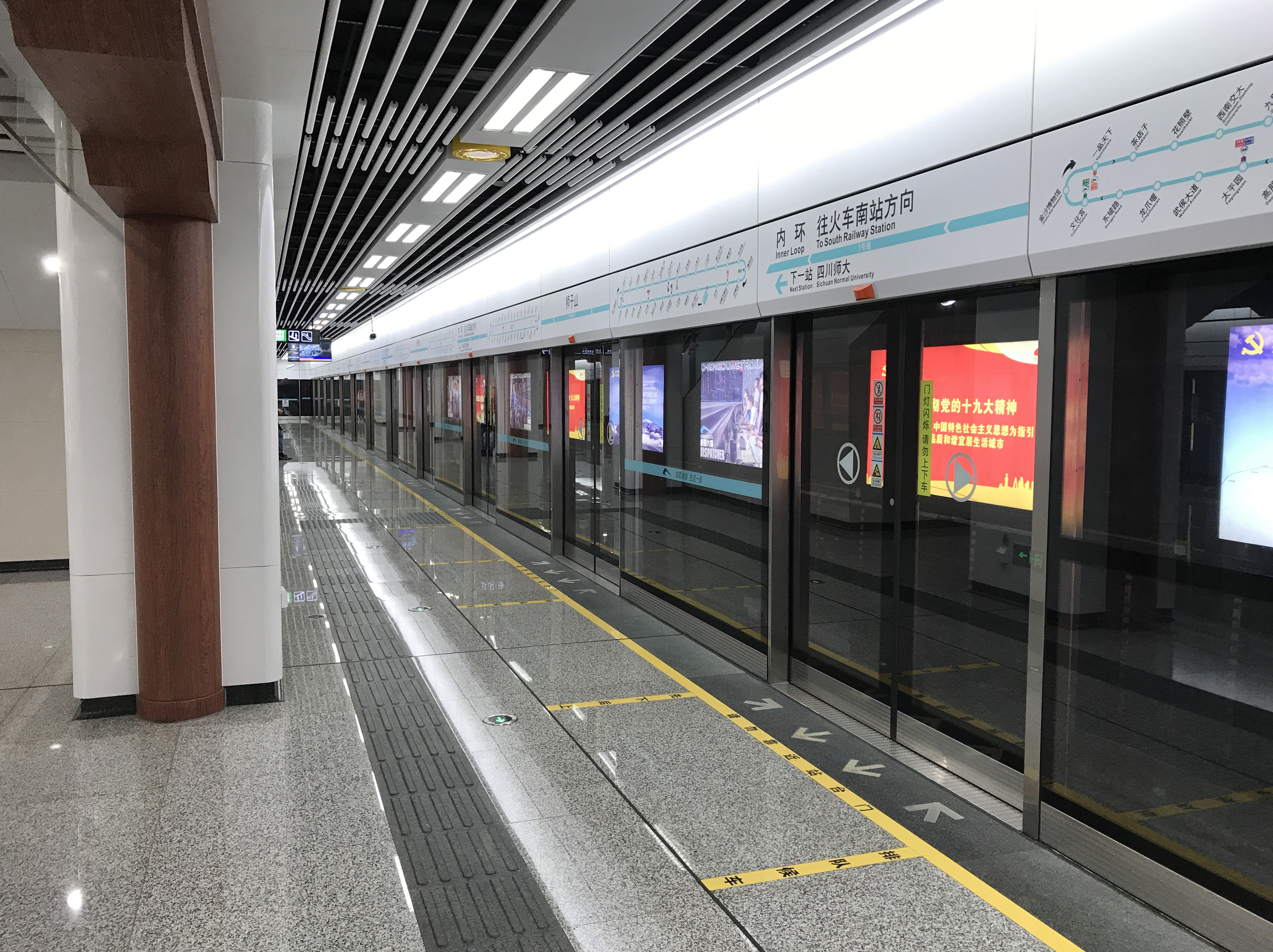
Станция Шицзишань (7 линия)
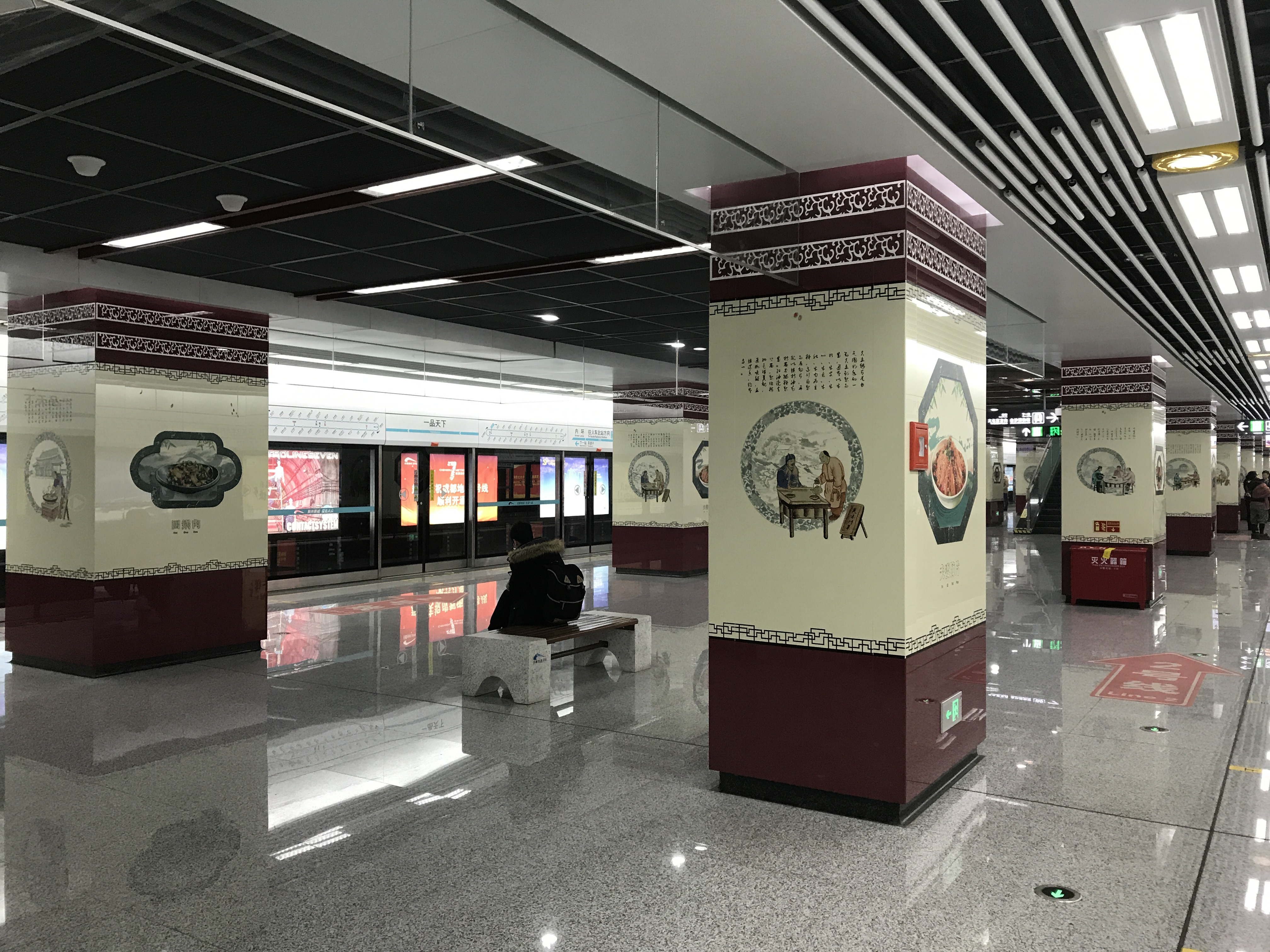
Станция Ипиньтянься (7 линия)
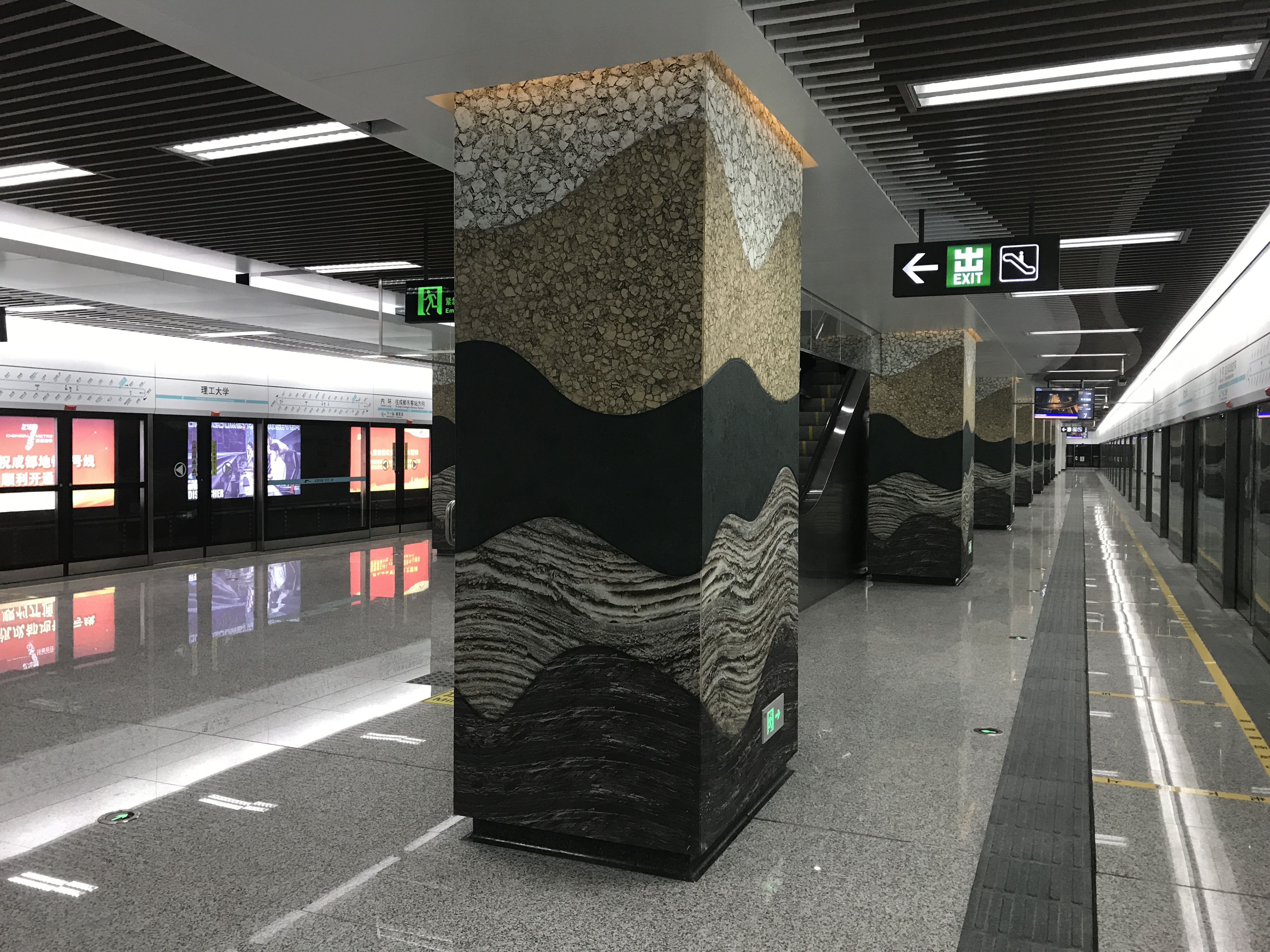
Станция Технологический университет (7 линия)
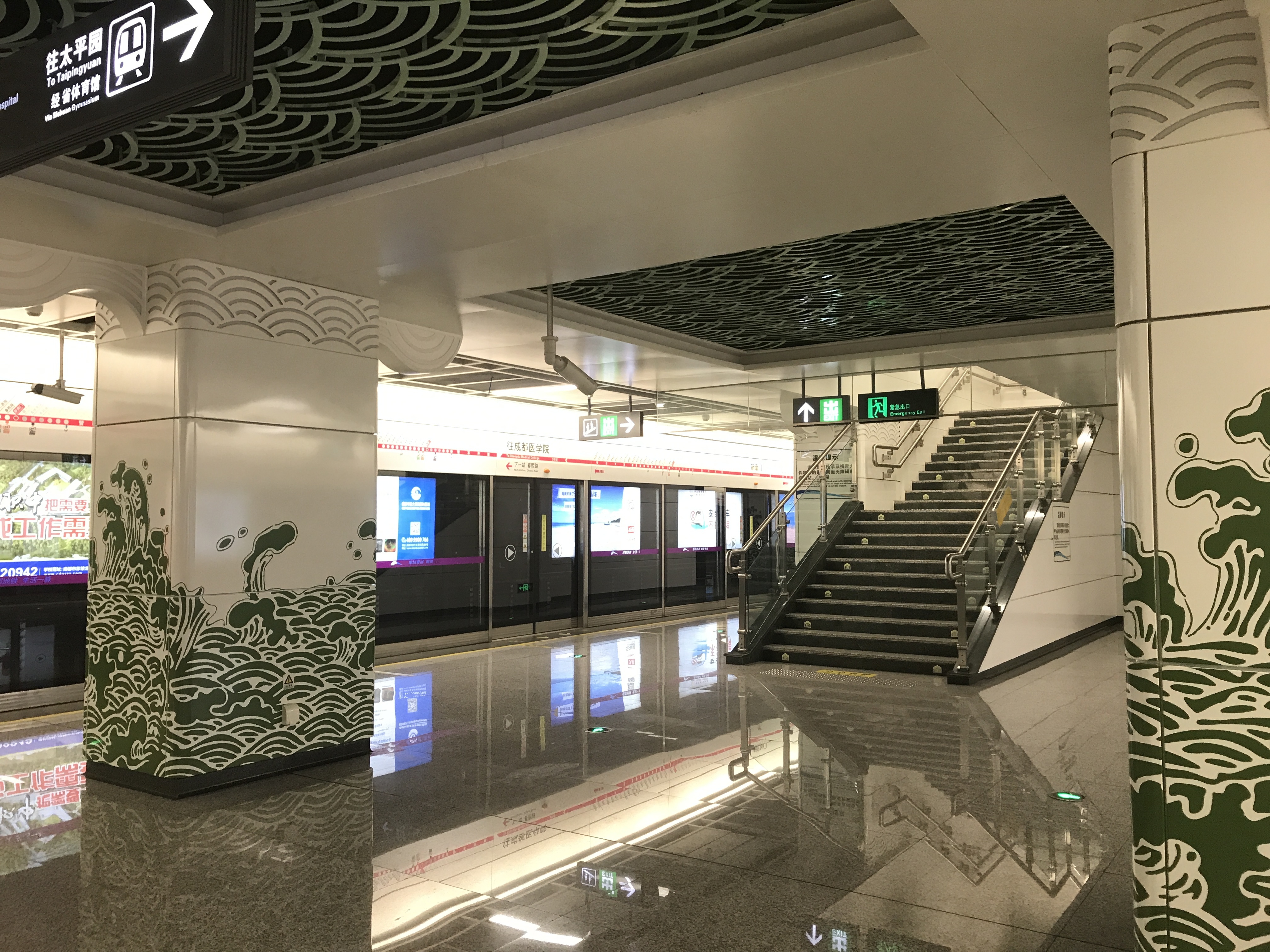
Станция Синьнаньмынь (3 линия)
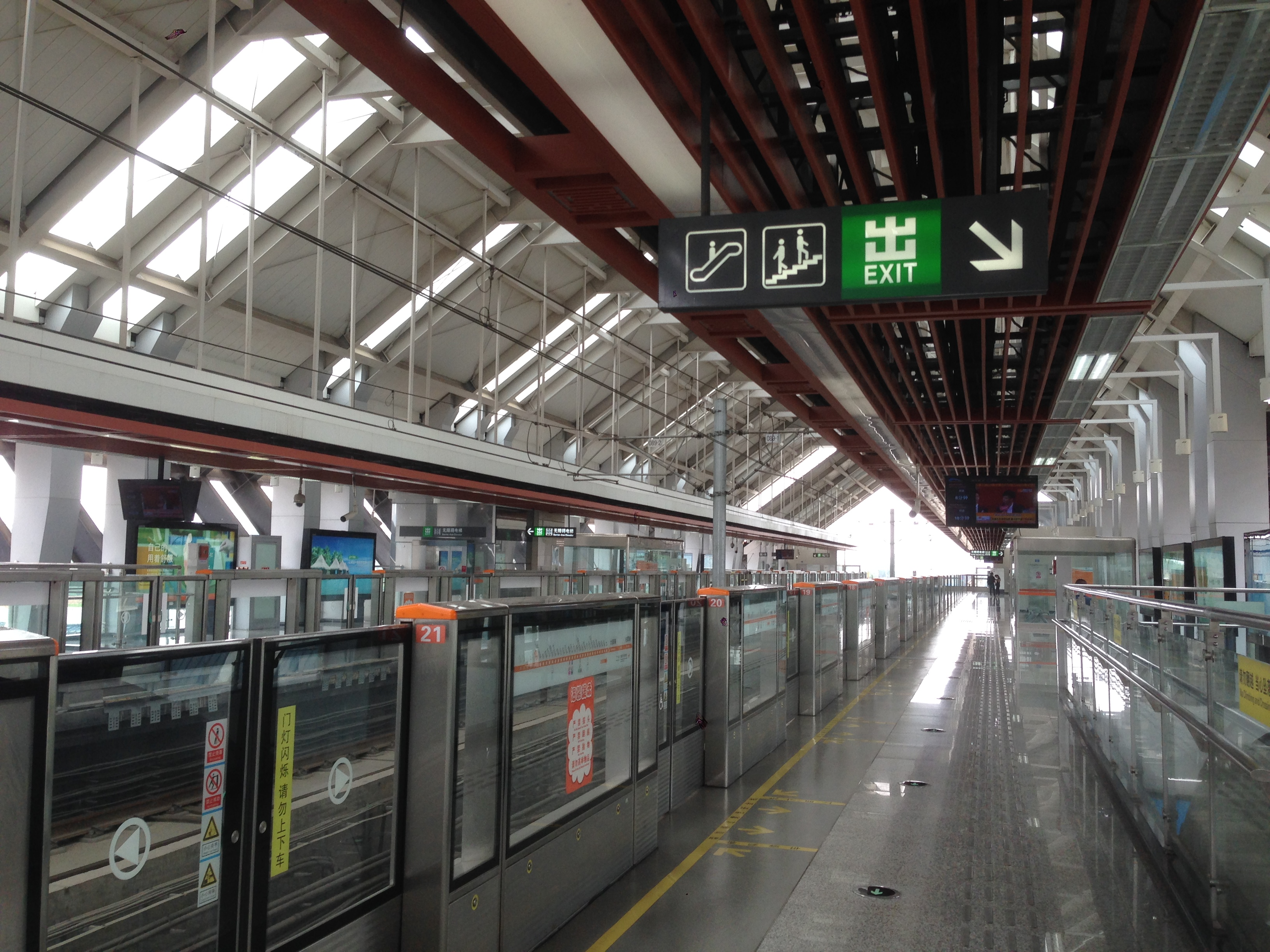
Эстакадная станция Дамяньпу (2 линия)